# Zvimba
Der Zvimba (Rural) Distrikt ist einer von 13 Distrikten in der Provinz Mashonaland West in Simbabwe. Er hat 348.000 Einwohner (2022). Sitz der Verwaltung ist in Murombedzi.

## Geografie
Der Distrikt liegt im Osten von Mashonaland West und hat eine Fläche von 6072 km². Er erhebt sich im Osten, hin zum Great Dyke, bis auf etwa 1400 m und fällt in nördliche und westliche Richtung bis auf etwa 1000 m ab.
Er grenzt im Nordwesten an den Distrikt Makonde, im Westen mit einem kleinen Stück an Sanyati, der von dem ehemaligen Distrikt Kadoma abgespalten wurde, und im Süden an Chegutu. Im Osten grenzt er an Mazowe und Guruve in der Provinz Mashonaland Central und im Südosten an die Provinz Harare.
Dabei bildet der Fluss Manyame die Nordwestgrenze und ein Stück der Südgrenze sowie der Fluss Mupfure ein kleines Stück der Westgrenze. Die Ostgrenze verläuft größtenteils im Great Dyke.
Die jährlichen Niederschläge liegen zwischen 750 mm und 1000 mm. Im Distrikt gibt es eine Vielzahl von Stauseen. Der größte ist der Mazvikadei-Stausee. Im Südosten liegen der Chiverosee und der Manyamesee, in denen der Manyame aufgestaut wird.
Der Distrikt ist in 35 Wards aufgeteilt.

## Wirtschaft
Die Wirtschaft Zvimbas ist durch Landwirtschaft und Bergbau geprägt. Auf den Feldern werden Mais, Baumwolle, Tabak, Sojabohnen und Gemüse angebaut. Daneben gibt es noch Fisch- und Krokodilzucht.
Durch den Great Dyke ist der Distrikt reich an Bodenschätzen. Es werden Gold, Platin, Chrom und Kupfer abgebaut. Eine weitere Einkommensquelle ist der Ökotourismus.
Dennoch lebten im Jahr 2021 die Menschen in 77,5 % der Haushalte unter der für Simbabwe in diesem Zeitraum festgelegten Armutsgrenze von 45.60 US$/Person und Monat. Er ist damit einer der ärmsten im Land.

## Infrastruktur
Der Distrikt profitiert in den Bereichen Wohnen, Industrie und Gewerbe von der Nähe zur Metropolprovinz Harare.

## Ökologie
In Norden des Distrikts befindet sich das Doma Safari Area. Die beiden Stauseen Chivero und Manyame bilden das gleichnamige Ramsar-Gebiet.